# Těšetice, Olomouc
Těšetice là một làng thuộc huyện Olomouc, vùng Olomoucký, Cộng hòa Séc.